# 수지중학교
수지중학교(水枝中學校)는 대한민국 경기도 용인시 수지구 풍덕천동에 있는 공립 중학교이다.

## 학교 연혁
- 1994년 11월 30일 : 수지중학교 설립인가
- 1995년 3월 1일 : 초대 한춘옥 교장 취임
- 1996년 2월 13일 : 제1회 118명 졸업
- 2023년 9월 1일 : 제10대 박장현 교장 취임
- 2024년 1월 9일 : 제29회 384명 졸업(누계 11,273명)
- 2024년 3월 4일 : 제30회 388명 입학

2025년 3월 4일 : 제31회 322명 입학

## 갤러리

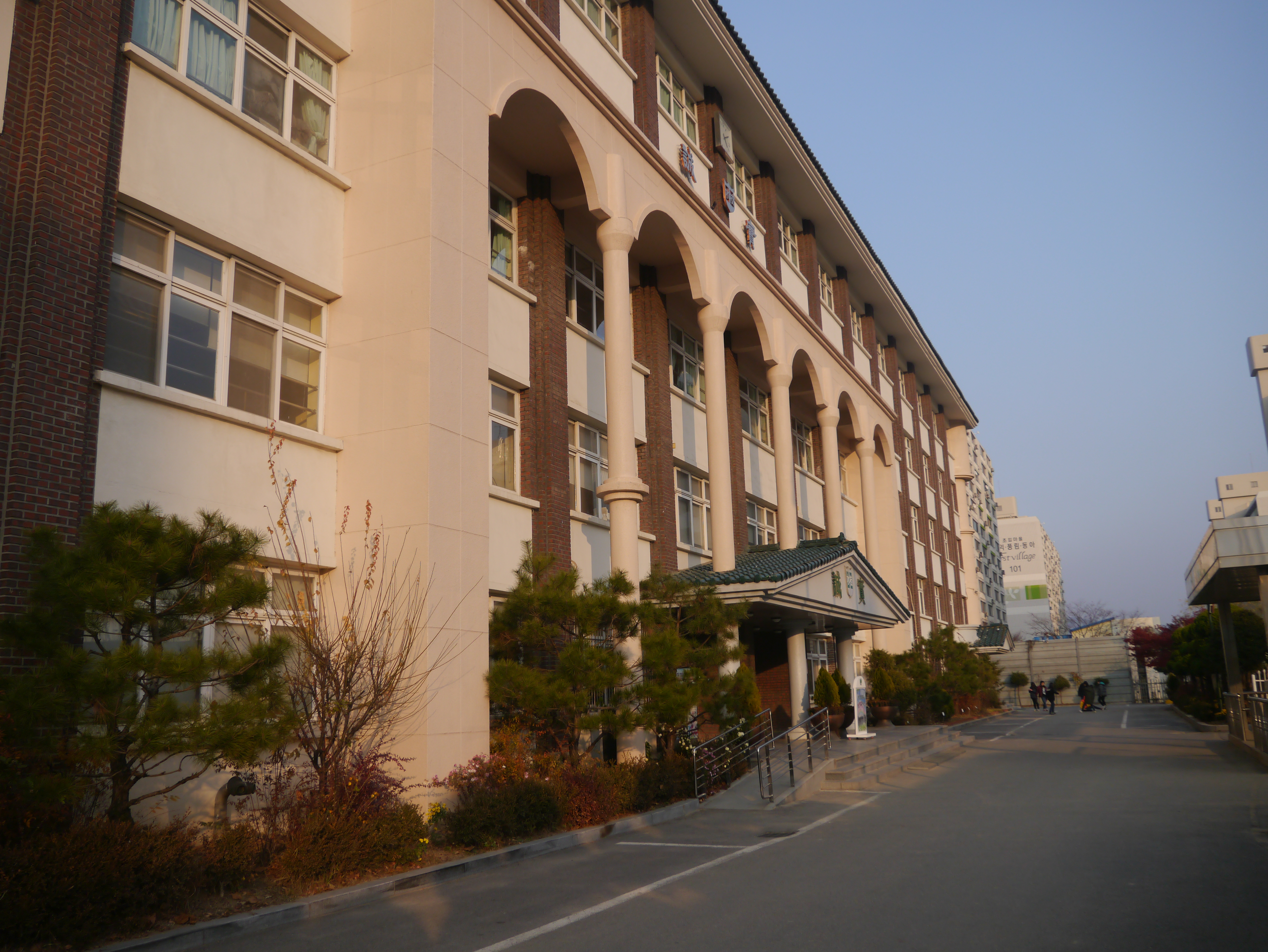
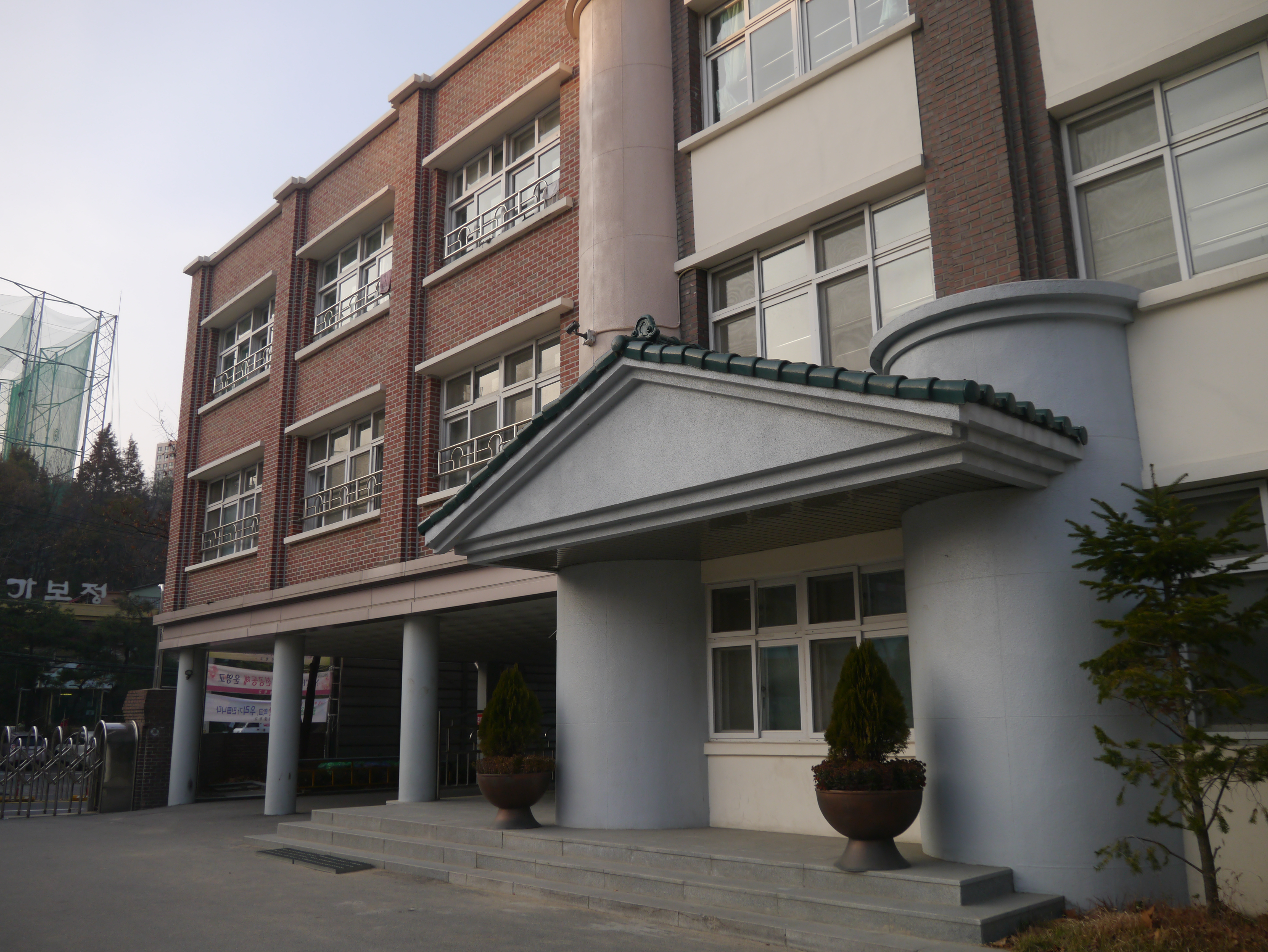

## 참고 자료
- 수지중학교 - 한국교육학술정보원 학교알리미